# Alberto di Jorio
Alberto di Jorio (ur. 18 lipca 1884 w Rzymie, zm. 5 września 1979 tamże) – włoski duchowny katolicki, kardynał.

## Życiorys
Od najmłodszych lat był przeznaczony i przygotowywany do pracy w Kurii Rzymskiej. Ukończył najbardziej prestiżowe seminaria rzymskie. Święcenia kapłańskie otrzymał 18 kwietnia 1908. Dość szybko podjął pracę jako urzędnik w Wikariacie Rzymu (lata 1910–1918). W roku 1918 związał się z Istituto per le Opere di Religione ("Instytut Dzieł Religijnych"), gdzie początkowo jako sekretarz, a od 1922 jako prezes działał do roku 1968. Ścisła współpraca ze świeckim doradcą finansowym Bernardinem Nogarą sprawiła, iż został uruchomiony i zaczął się prężnie rozwijać Bank Watykański. Nogara wspomagany przez stosowne przepisy swobodnie kupował akcje u największych na świecie korporacji, nawet jeśli sposoby były sprzeczne z nauczaniem Kościoła. Przyniosło to efekty w postaci ogromnego wzrostu bogactwa Watykanu. W tym czasie di Jorio sprawował wiele innych funkcji kościelnych, a także uzyskał tytuły prałata. a następnie infułata. Był członkiem Administratury Stolicy Świętej, audytorem generalnym kancelarii apostolskiej, a także w latach 1947–1958 sekretarzem Świętego Kolegium Kardynałów. Funkcja ta sprawiła, iż był on sekretarzem konklawe 1958, po którym zwyczajowo osoba pełniąca tę funkcję otrzymywała kapelusz kardynalski. Tak też stało się i w tym wypadku. Nowy papież Jan XXIII na swym pierwszym konsystorzu obdarzył go purpurą kardynalską. Już jako kardynał nadal sprawował funkcję dyrektora Banku Watykańskiego. Zrezygnował dopiero w 1968 roku, po pięćdziesięciu latach skutecznego działania. Następcą został kontrowersyjny arcybiskup Paul Marcinkus. Bank poddany został w tym momencie ciężkim i nieudolnym rządom jego zasobami, co w latach późniejszych przyczyniło się do wielkiego skandalu.
Ponieważ Jan XXIII nakazał by wszyscy kardynałowie posiadali święcenia biskupie, di Jorio przyjął takowe w dniu 19 kwietnia 1962. Była to wielka uroczystość, podczas której konsekrowanych zostało przez samego papieża aż dwunastu kardynałów. Umarł jako najstarszy członek Kolegium Kardynalskiego i pochowany został w bazylice Santa Pudenziana w Rzymie.
W 1967 podniesiony do godności kardynała prezbitera.